# Cantó de Saurnac
El cantó de Saurnac és un cantó del departament francès de la Corresa, a la regió de la Nova Aquitània. Està inclòs al districte d'Ussel i abasta vuit municipis. El cap cantonal és Saurnac.

## Municipis
- Belachassanha
- Chavanac
- Miuvachas
- Pèira Levada
- Sent German las Vòlps
- Sent Remic
- Sent Sestari
- Saurnac

## Història
| Data d'elecció                           | Identitat               | Partit        | Qualitat |
| ---------------------------------------- | ----------------------- | ------------- | -------- |
| 1971-1982                                | Bernard Coutaud         | PS            |          |
| 1982-1994                                | Marcel-Auguste Cloup    | RPR           |          |
| 1994-2001                                | Marcel Orliange         | Divers droite |          |
| 2001-2008                                | Corinne Desassis-Bucque | UMP           |          |
| 2008-                                    | Pierre Coutaud          | Divers gauche |          |
| les dades anteriors no són pas conegudes |                         |               |          |
|                                          |                         |               |          |

## Demografia
| 1962  | 1968  | 1975  | 1982  | 1990  | 1999  | 2006  |
| ----- | ----- | ----- | ----- | ----- | ----- | ----- |
| 2.916 | 3.472 | 3.284 | 3.047 | 2.767 | 2.454 | 2.442 |